# Lacken (Gemeinde Taiskirchen)
Lacken (im lokalen Dialekt Locka) ist eine Ortschaft im oberösterreichischen Innviertel und Teil der Gemeinde Taiskirchen im Innkreis im Bezirk Ried im Innkreis.

## Gliederung
Die Ortschaft ist auf folgende Siedlungen aufgeteilt:
- Lacken (Rotte)
- Rotten (Weiler)
- Vicht (Weiler)

## Geschichte
Die erste urkundliche Erwähnung als Lagkhen findet sich in der „Grenz-, Güter- und Volksbeschreibung des Landgerichts Schärding“ und stammt aus dem Jahr 1535.